# کبرا (فیلم ۱۹۸۶)
کبرا (به انگلیسی: Cobra) فیلمی ۸۷ دقیقه‌ای به کارگردانی جرج پی. کازماتوس با بازی سیلوستر استالونه محصول کشور ایالات متحده آمریکا است.